# 瀬﨑一耀
瀬﨑 一耀（せさき いっこう、1997年8月8日 - ）は、日本のフリーアナウンサー。フットメディア所属。元静岡放送 (SBS) アナウンサー。

## 来歴
小学生からサッカーを始め（ポジションはGK）、中学時代には名古屋市選抜に入るほどの実力を持つ。愛知高等学校から明治大学法学部に進み、大学時代に一時サッカーからは離れるが、自費でアルゼンチンに短期留学してCAロサリオ・セントラルのユーズチームに参加するなどサッカー熱を取り戻す。
卒業後の2020年に静岡放送 (SBS) に入社。情報番組MC・中継リポーターに加え、入社3年目には井手春希と共に夕方のニュース番組『LIVEしずおか』のメインキャスターに抜擢されるなど活躍が期待されたが、「毎日サッカーに関わってサッカー界に貢献したい」との思いから2023年3月末をもってSBSを退社。
退社後は1ヶ月間ヨーロッパを訪問してサッカー観戦の日々を過ごした後、2023年7月からフットメディア所属のフリーアナウンサーとなった。

## 出演番組

### フリー
- サッカー実況
  - 2023 FIFA女子ワールドカップ（FIFA+、日本語実況）

### 静岡放送時代
- LIVEしずおか（2022年4月-2023年3月）
- ORANGE（2021年4月-2022年3月）
- お買いものいいね!!（2021年3月-2022年3月）
- 内山絵里加のふくわうち
- スポーツ実況（サッカー、駅伝、野球、ボウリングなど）
- 静岡新聞ニュース